# San Gennaro Vesuviano
San Gennaro Vesuviano es un municipio italiano localizado en la ciudad metropolitana de Nápoles, región de Campania. Cuenta con 11.896 habitantes en 7,01 km².
El territorio municipal contiene las frazioni (subdivisiones) de Aprile, Giugliani, Ruocco y Sommese. Limita con los municipios de Nola, Ottaviano, Palma Campania y San Giuseppe Vesuviano.

## Evolución demográfica
| Gráfica de evolución demográfica de San Gennaro Vesuviano entre 1861 y 2011 |
|                                                                             |
| Fuente ISTAT - elaboración gráfica de Wikipedia                             |